# Rudolf Gabriel von Stürler

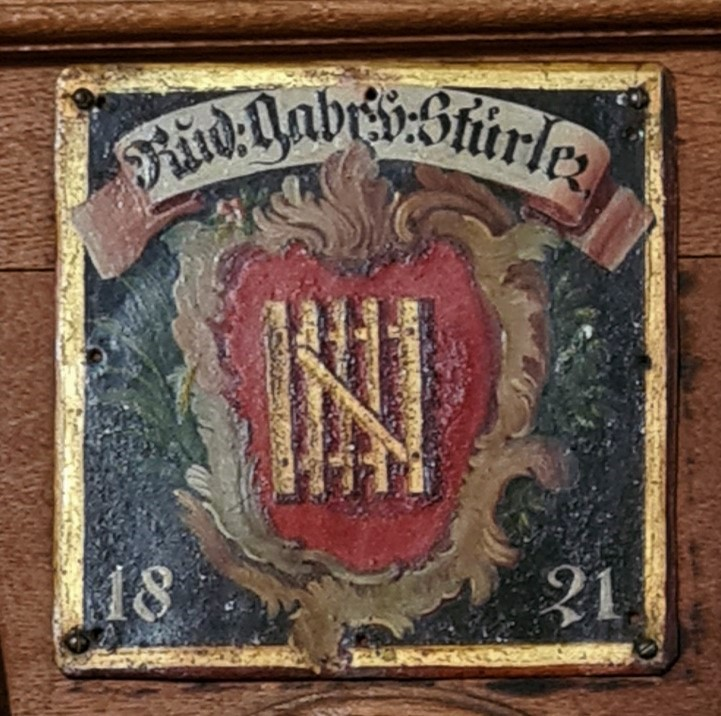
Kirchenortschild Rudolf Gabriel von Stürler in der Kirche Nidau (1821)

Rudolf Gabriel von Stürler (get. 5. Februar 1767; † 9. August 1832), genannt Stürler zwischen Toren, war ein Schweizer Politiker und Gutsbesitzer.

## Leben
Rudolf Gabriel von Stürler wurde als Sohn des Johann Gabriel Stürler, Landvogt zu Landshut, und der Katharina Salome Wurstemberger geboren. 1800 heiratete er Elisabeth Bürky, Tochter des Johann Bürky und der Maria Ingold. Elisabeth Bürky war in erster Ehe mit dem Offizier Carl May (1760–1798) verheiratet. Die Ehe wurde 1803 geschieden. 1812 tauschte er mit seinem entfernten Cousin Johann Rudolf von Stürler das aus dem Erbe seiner geschiedenen Frau stammende Mühlemattgut in Thierachern gegen das Schloss Jegenstorf. Johann Rudolf von Stürler erhielt dabei ein Nachgeld. In den Jahren 1810 und 1814 war er als Kandidat für den Grossen Rat gelistet, 1820 wurde er für den Wahlbezirk Nidau in den Grossen Rat gewählt, nachdem er in Nidau das Burgerrecht erworben hatte. Rudolf Gabriel von Stürler verfügte durch das Vermögen seiner Mutter über die nötigen Mittel, den Jegenstorfer Schlosspark in einen englischen Landschaftsgarten umzugestalten. Der kinderlose Stürler errichtete aus seinem Vermögen einen Fideikommiss (Majorat), den er seinem Patenkind Eduard Rudolf von Stürler (1814–1905) vererbte.